# Берестецька вулиця (Київ)
Бересте́цька ву́лиця — вулиця в Оболонському районі міста Києва, місцевість Пріорка, Вишгородський масив. Пролягає від Автозаводської до Вишгородської вулиці.
Прилучається Дубровицький провулок.

## Історія
Вулиця виникла у 1950-х роках під назвою 896-та Нова. Сучасна назва — з 1953 року, на честь міста Берестечко на Волині.
Наразі вулиця не має адрес з назвою вулиці , до забудови 1990-х , 200-х роках , по частині вулиці пролягав приватний сектор з адресами вулиці